# Медвенский район
Ме́двенский район — административно-территориальная единица (район) и муниципальное образование (муниципальный район) на юге центральной части Курской области России.
Административный центр — посёлок городского типа Медвенка.

## География
Площадь 1080 км². Район граничит с Большесолдатским, Октябрьским, Солнцевским, Пристенским, Обоянским и Курским районами Курской области.
Основные реки — Реут (протяжённость по территории района — 48 км), Полная (30 км), Младать, Реутец, Любач (по 16 км, Медвенка (13 км).

## История

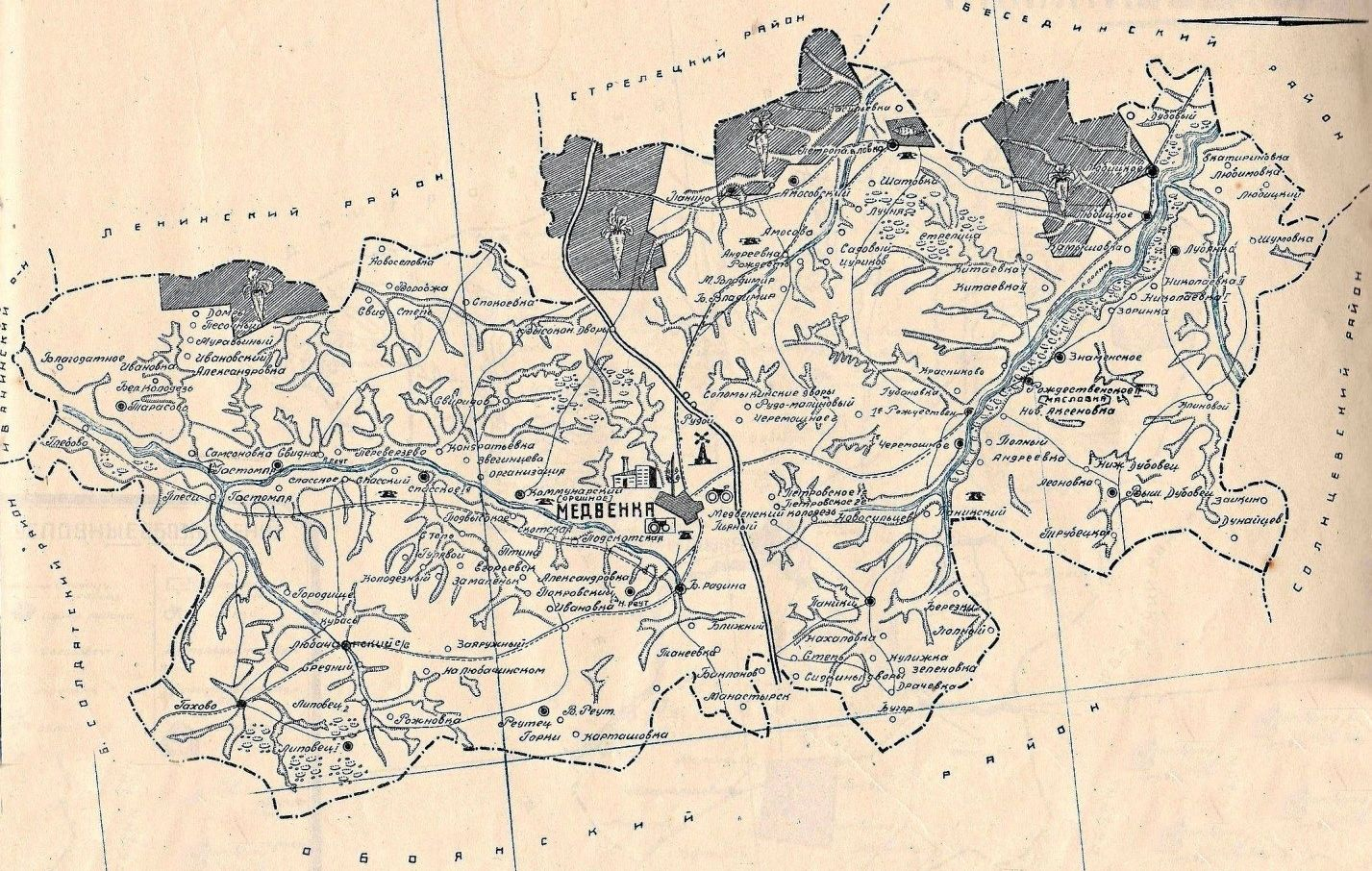
Медвенский район в 1935 году. ГАКО

Медвенский район был образован 30 июля 1928 года. Первоначально входил в состав Курского округа Центрально-Чернозёмной области. После упразднения округов в 1930 район перешёл в непосредственное подчинение областному центру Центрально-Чернозёмной области (Воронеж). В 1934 году вошёл в состав новообразованной Курской области.
Во время Великой Отечественной войны с 9 ноября 1941 года по 9 февраля 1943 года территория на которой ныне расположен Медвенский район находилась под немецкой оккупацией.
1 февраля 1963 года, в результате административной реформы по укрупнению, Медвенский район был упразднён, его территория вошла в состав Обоянского района.
Медвенский район был восстановлен 12 декабря 1970 года.

## Население
| 2002    | 2004    | 2007    | 2009    | 2010    | 2011    | 2012    | 2013    | 2014    |
| ------- | ------- | ------- | ------- | ------- | ------- | ------- | ------- | ------- |
| 19 220  | ↘19 100 | ↘18 769 | ↗18 841 | ↘16 558 | ↘16 498 | ↘16 475 | ↘16 429 | ↘16 382 |
| 2015    | 2016    | 2017    | 2018    | 2019    | 2020    | 2021    | 2024    |         |
| ↘16 318 | ↘16 237 | ↗16 432 | ↗16 474 | ↘16 353 | ↘16 136 | ↗16 324 | ↘15 776 |         |

### Урбанизация
Городское население (рабочий посёлок Медвенка) составляет 28,51 % от всего населения района.

### Национальный состав
По итогам переписи населения 2020 года проживали следующие национальности (национальности менее 0,1 % и другое, см. в сноске к строке «Другие»):
| Национальность | Численность, чел. | Доля     |
| -------------- | ----------------- | -------- |
| Русские        | 14 873            | 91,11 %  |
| Армяне         | 444               | 2,72 %   |
| Украинцы       | 115               | 0,70 %   |
| Киргизы        | 109               | 0,67 %   |
| Азербайджанцы  | 86                | 0,53 %   |
| Лезгины        | 54                | 0,33 %   |
| Турки          | 50                | 0,31 %   |
| Узбеки         | 39                | 0,24 %   |
| Таджики        | 33                | 0,20 %   |
| Молдаване      | 33                | 0,20 %   |
| Грузины        | 22                | 0,13 %   |
| Другие         | 466               | 2,86 %   |
| Итого          | 16 324            | 100,00 % |

## Административное деление
Медвенский район как административно-территориальная единица включает 15 сельсоветов и 1 рабочий посёлок..
В рамках организации местного самоуправления в муниципальный район входят 10 муниципальных образований, в том числе 1 городское и 9 сельских поселений:
| №        | Муниципальное образование  | Административный центр   | Количество населённых пунктов | Население (чел.) | Площадь (км²) |
| -------- | -------------------------- | ------------------------ | ----------------------------- | ---------------- | ------------- |
| 1e-06    | Городское поселение:       |                          |                               |                  |               |
| 1        | посёлок Медвенка           | рабочий посёлок Медвенка | 1                             | ↗4498            | 8,18          |
| 1.000002 | Сельские поселения:        |                          |                               |                  |               |
| 2        | Амосовский сельсовет       | деревня Амосовка         | 17                            | ↘1028            | 67,53         |
| 3        | Высокский сельсовет        | село Высокое             | 14                            | ↘1410            | 124,35        |
| 4        | Вышнереутчанский сельсовет | село Верхний Реутец      | 30                            | ↗1550            | 173,24        |
| 5        | Гостомлянский сельсовет    | село 1-я Гостомля        | 17                            | ↘1050            | 127,30        |
| 6        | Китаевский сельсовет       | деревня 2-я Китаевка     | 25                            | ↗1327            | 152,00        |
| 7        | Нижнереутчанский сельсовет | село Нижний Реутец       | 14                            | ↘1173            | 105,95        |
| 8        | Паникинский сельсовет      | село Паники              | 3                             | ↘1176            | 73,00         |
| 9        | Панинский сельсовет        | село 1-е Панино          | 9                             | ↘1631            | 83,88         |
| 10       | Чермошнянский сельсовет    | деревня Нижний Дубовец   | 17                            | ↗1481            | 164,72        |

В ходе муниципальной реформы 2006 года в составе новообразованного муниципального района законом Курской области от 21 октября 2004 года были созданы 16 муниципальных образований, в том числе одно городское поселение (в рамках рабочего посёлка) и 15 сельских поселений (в границах сельсоветов).
Законом Курской области от 26 апреля 2010 года был упразднён ряд сельских поселений: Петровский сельсовет (включён в Нижнереутчанский сельсовет); Спасский сельсовет (включён в Высокский сельсовет);  Любицкий сельсовет (включён в Китаевский сельсовет); Вышнедубовецкий сельсовет (включён в Знаменский сельсовет, с декабря 2010 года — Чермошнянский сельсовет); Тарасовский сельсовет (включён в Гостомлянский сельсовет), Любачанский сельсовет (включён в Вышнереутчанский сельсовет), а законом Курской области от 22 мая 2019 года упразднено сельское поселение Любачанский сельсовет (включён в Вышнереутчанский сельсовет). Соответствующие сельсоветы как административно-территориальные единицы упразднены не были.

## Населённые пункты
В Медвенском районе 147 населённых пунктов, в том числе один городской (рабочий посёлок) и 146 сельских населённых пунктов.
| №   | Населённый пункт            | Тип                   | Население | Муниципальное образование  |
| --- | --------------------------- | --------------------- | --------- | -------------------------- |
| 1   | Александровка               | деревня               | ↘25       | Гостомлянский сельсовет    |
| 2   | Александровка               | хутор                 | ↘49       | Нижнереутчанский сельсовет |
| 3   | Амосовка                    | деревня               | ↘697      | Амосовский сельсовет       |
| 4   | Андреевка                   | хутор                 | ↗5        | Чермошнянский сельсовет    |
| 5   | Андриановка                 | деревня               | ↘0        | Высокский сельсовет        |
| 6   | Барыбин                     | хутор                 | ↗23       | Китаевский сельсовет       |
| 7   | Белый Колодезь              | село                  | ↘31       | Гостомлянский сельсовет    |
| 8   | Березовый                   | хутор                 | ↗4        | Амосовский сельсовет       |
| 9   | Благодатное                 | деревня               | ↗56       | Гостомлянский сельсовет    |
| 10  | Ближний                     | хутор                 | ↘50       | Нижнереутчанский сельсовет |
| 11  | Большая Владимировка        | деревня               | ↘75       | Амосовский сельсовет       |
| 12  | Большая Радина              | хутор                 | ↗77       | Нижнереутчанский сельсовет |
| 13  | Буды                        | деревня               | ↘42       | Чермошнянский сельсовет    |
| 14  | Ванино                      | село                  | ↘17       | Вышнереутчанский сельсовет |
| 15  | Васильевка                  | деревня               | ↘10       | Амосовский сельсовет       |
| 16  | Верхний Дунаец              | хутор                 | ↘11       | Чермошнянский сельсовет    |
| 17  | Верхний Реутец              | село                  | ↘669      | Вышнереутчанский сельсовет |
| 18  | Верхняя Камышевка           | хутор                 | ↘37       | Китаевский сельсовет       |
| 19  | Воробжа                     | хутор                 | ↘0        | Высокский сельсовет        |
| 20  | Высокое                     | село                  | ↘457      | Высокский сельсовет        |
| 21  | Высоконские Дворы           | хутор                 | ↗463      | Панинский сельсовет        |
| 22  | Вышний Дубовец              | село                  | ↗256      | Чермошнянский сельсовет    |
| 23  | Гахово                      | село                  | ↘212      | Вышнереутчанский сельсовет |
| 24  | Глебово                     | село                  | ↘12       | Гостомлянский сельсовет    |
| 25  | Гольевка                    | деревня               | ↘7        | Вышнереутчанский сельсовет |
| 26  | Горки                       | хутор                 | ↘8        | Вышнереутчанский сельсовет |
| 27  | Губановка                   | деревня               | ↘128      | Китаевский сельсовет       |
| 28  | Денисовка                   | деревня               | ↘156      | Китаевский сельсовет       |
| 29  | Домра                       | хутор                 | ↘3        | Гостомлянский сельсовет    |
| 30  | Драчевка                    | село                  | ↘332      | Паникинский сельсовет      |
| 31  | Егоров                      | хутор                 | ↘5        | Китаевский сельсовет       |
| 32  | Заегорьевский               | хутор                 | ↘0        | Вышнереутчанский сельсовет |
| 33  | Заикин                      | хутор                 | ↘18       | Чермошнянский сельсовет    |
| 34  | Замаленький                 | хутор                 | →0        | Вышнереутчанский сельсовет |
| 35  | Звягинцево                  | деревня               | ↘120      | Высокский сельсовет        |
| 36  | Звягинцево                  | хутор                 | ↘5        | Вышнереутчанский сельсовет |
| 37  | Зелёная Степь               | хутор                 | ↘19       | Китаевский сельсовет       |
| 38  | Знаменка                    | село                  | ↘91       | Чермошнянский сельсовет    |
| 39  | Знаменский                  | посёлок               | ↘12       | Чермошнянский сельсовет    |
| 40  | Зыбовка                     | деревня               | ↘59       | Китаевский сельсовет       |
| 41  | Ивановка                    | хутор                 | ↘20       | Вышнереутчанский сельсовет |
| 42  | Ивановка                    | деревня               | ↘13       | Гостомлянский сельсовет    |
| 43  | Ильичевский                 | хутор                 | ↘160      | Нижнереутчанский сельсовет |
| 44  | Карташовка                  | хутор                 | ↘8        | Вышнереутчанский сельсовет |
| 45  | Кленовое                    | деревня               | ↗121      | Чермошнянский сельсовет    |
| 46  | Кондратьевка                | деревня               | ↘105      | Высокский сельсовет        |
| 47  | Кондратьевские Выселки      | хутор                 | ↘22       | Высокский сельсовет        |
| 48  | Константиновка              | деревня               | ↘78       | Высокский сельсовет        |
| 49  | Кореневка                   | деревня               | ↗19       | Вышнереутчанский сельсовет |
| 50  | Косилов                     | хутор                 | ↘2        | Нижнереутчанский сельсовет |
| 51  | Кофановка                   | хутор                 | ↘29       | Вышнереутчанский сельсовет |
| 52  | Красная Новь                | хутор                 | ↘39       | Нижнереутчанский сельсовет |
| 53  | Красная Поляна              | хутор                 | ↘9        | Нижнереутчанский сельсовет |
| 54  | Красновка                   | хутор                 | →0        | Гостомлянский сельсовет    |
| 55  | Красное                     | хутор                 | ↘7        | Китаевский сельсовет       |
| 56  | Красный Кут                 | хутор                 | ↗16       | Паникинский сельсовет      |
| 57  | Красный Май                 | хутор                 | ↘2        | Вышнереутчанский сельсовет |
| 58  | Кувшиновка                  | деревня               | ↘9        | Китаевский сельсовет       |
| 59  | Курасы                      | хутор                 | ↘16       | Вышнереутчанский сельсовет |
| 60  | Ленинская Искра             | село                  | ↘112      | Высокский сельсовет        |
| 61  | Леоновка                    | деревня               | ↘15       | Чермошнянский сельсовет    |
| 62  | Липник                      | деревня               | ↘24       | Гостомлянский сельсовет    |
| 63  | Лубянка                     | деревня               | ↘54       | Китаевский сельсовет       |
| 64  | Лучня                       | хутор                 | ↘26       | Амосовский сельсовет       |
| 65  | Любач                       | посёлок               | ↘248      | Вышнереутчанский сельсовет |
| 66  | Любимовка                   | хутор                 | ↘36       | Китаевский сельсовет       |
| 67  | Любицкое                    | село                  | ↘324      | Китаевский сельсовет       |
| 68  | Малая Владимировка          | деревня               | ↗92       | Амосовский сельсовет       |
| 69  | Масловка                    | деревня               | ↘59       | Китаевский сельсовет       |
| 70  | Медвенка                    | рабочий посёлок (пгт) | ↗4498     | посёлок Медвенка           |
| 71  | Мерцаловка                  | деревня               | ↗57       | Вышнереутчанский сельсовет |
| 72  | Моздок                      | хутор                 | ↗25       | Китаевский сельсовет       |
| 73  | Мокрый                      | хутор                 | →0        | Чермошнянский сельсовет    |
| 74  | Монастырский                | хутор                 | ↘5        | Нижнереутчанский сельсовет |
| 75  | Нижний Дубовец              | деревня               | ↘218      | Чермошнянский сельсовет    |
| 76  | Нижний Реутец               | село                  | ↘423      | Нижнереутчанский сельсовет |
| 77  | Нижняя Камышевка            | хутор                 | ↘32       | Китаевский сельсовет       |
| 78  | Николаевка                  | деревня               | ↗79       | Панинский сельсовет        |
| 79  | Новая Аксёновка             | хутор                 | ↗49       | Чермошнянский сельсовет    |
| 80  | Новоселедебный              | деревня               | ↘8        | Китаевский сельсовет       |
| 81  | Организация                 | хутор                 | ↘69       | Нижнереутчанский сельсовет |
| 82  | Орешное                     | хутор                 | ↘114      | Панинский сельсовет        |
| 83  | Осиновый                    | хутор                 | ↘11       | Амосовский сельсовет       |
| 84  | Осиновый                    | хутор                 | →0        | Чермошнянский сельсовет    |
| 85  | Паники                      | село                  | ↘841      | Паникинский сельсовет      |
| 86  | Панинский                   | посёлок               | ↘2        | Панинский сельсовет        |
| 87  | Песочное                    | хутор                 | ↘2        | Гостомлянский сельсовет    |
| 88  | Петровка                    | хутор                 | ↗116      | Нижнереутчанский сельсовет |
| 89  | Петропавловка               | село                  | ↘22       | Амосовский сельсовет       |
| 90  | Покровский                  | хутор                 | ↘9        | Вышнереутчанский сельсовет |
| 91  | Полный                      | хутор                 | ↘52       | Китаевский сельсовет       |
| 92  | Поляна                      | хутор                 | →0        | Вышнереутчанский сельсовет |
| 93  | Птина                       | хутор                 | ↘0        | Вышнереутчанский сельсовет |
| 94  | Пустое                      | хутор                 | ↗21       | Вышнереутчанский сельсовет |
| 95  | Разбегайловка               | хутор                 | ↘52       | Китаевский сельсовет       |
| 96  | Райхутор                    | посёлок               | →0        | Китаевский сельсовет       |
| 97  | Реутчанский                 | посёлок               | ↘173      | Вышнереутчанский сельсовет |
| 98  | Рождественка                | хутор                 | ↘64       | Амосовский сельсовет       |
| 99  | Рождественское              | село                  | ↘84       | Чермошнянский сельсовет    |
| 100 | Рожновка                    | хутор                 | →0        | Вышнереутчанский сельсовет |
| 101 | Романовка                   | деревня               | ↘0        | Китаевский сельсовет       |
| 102 | Рязанцевка                  | деревня               | ↘28       | Вышнереутчанский сельсовет |
| 103 | Садовый                     | хутор                 | ↗55       | Амосовский сельсовет       |
| 104 | Садовый                     | хутор                 | ↘82       | Нижнереутчанский сельсовет |
| 105 | Самсоново                   | деревня               | ↘16       | Гостомлянский сельсовет    |
| 106 | Свидное                     | деревня               | ↘121      | Гостомлянский сельсовет    |
| 107 | Свиридов                    | хутор                 | ↘69       | Высокский сельсовет        |
| 108 | Соломыковские Дворы         | хутор                 | ↘55       | Нижнереутчанский сельсовет |
| 109 | Спартак                     | посёлок               | ↘0        | Амосовский сельсовет       |
| 110 | Спасские Выселки            | хутор                 | ↘73       | Высокский сельсовет        |
| 111 | Спасское                    | деревня               | ↘328      | Высокский сельсовет        |
| 112 | Спокоевка                   | хутор                 | ↗9        | Высокский сельсовет        |
| 113 | Средний                     | хутор                 | ↘3        | Вышнереутчанский сельсовет |
| 114 | Степь                       | хутор                 | ↘0        | Гостомлянский сельсовет    |
| 115 | Степь                       | село                  | ↘0        | Вышнереутчанский сельсовет |
| 116 | Степь                       | хутор                 | ↘0        | Вышнереутчанский сельсовет |
| 117 | Степь-Хмелевое              | хутор                 | ↘0        | Вышнереутчанский сельсовет |
| 118 | Стрелица                    | хутор                 | ↘1        | Амосовский сельсовет       |
| 119 | Танеевка                    | хутор                 | ↘54       | Нижнереутчанский сельсовет |
| 120 | Тарасово                    | село                  | ↘281      | Гостомлянский сельсовет    |
| 121 | Тарусовка                   | село                  | ↘78       | Панинский сельсовет        |
| 122 | Трубацкое                   | хутор                 | ↘6        | Чермошнянский сельсовет    |
| 123 | Цуриково                    | деревня               | ↘34       | Амосовский сельсовет       |
| 124 | Чаплыгин Лог                | хутор                 | ↗43       | Панинский сельсовет        |
| 125 | Чермошное                   | село                  | ↗504      | Чермошнянский сельсовет    |
| 126 | Черниченские Дворы          | хутор                 | ↘134      | Панинский сельсовет        |
| 127 | Шатовка                     | деревня               | ↘25       | Амосовский сельсовет       |
| 128 | Широкое                     | деревня               | ↘0        | Вышнереутчанский сельсовет |
| 129 | Шумовка                     | деревня               | ↘6        | Китаевский сельсовет       |
| 130 | 1-е Никольское              | деревня               | ↘7        | Китаевский сельсовет       |
| 131 | 1-е Панино                  | село                  | ↘537      | Панинский сельсовет        |
| 132 | 1-е Плесы                   | деревня               | ↘59       | Гостомлянский сельсовет    |
| 133 | 1-й Липовец                 | село                  | ↘178      | Вышнереутчанский сельсовет |
| 134 | 1-я Андреевка               | деревня               | ↘11       | Амосовский сельсовет       |
| 135 | 1-я Гостомля                | село                  | ↘290      | Гостомлянский сельсовет    |
| 136 | 1-я Китаевка                | село                  | ↘108      | Китаевский сельсовет       |
| 137 | 1-я Переверзевка            | деревня               | ↘71       | Высокский сельсовет        |
| 138 | 2-е Никольское              | деревня               | ↗3        | Китаевский сельсовет       |
| 139 | 2-е Панино                  | село                  | ↘143      | Панинский сельсовет        |
| 140 | 2-е Петропавловские Выселки | хутор                 | ↘0        | Амосовский сельсовет       |
| 141 | 2-е Плесы                   | деревня               | ↘7        | Гостомлянский сельсовет    |
| 142 | 2-й Липовец                 | деревня               | ↘22       | Вышнереутчанский сельсовет |
| 143 | 2-я Андреевка               | деревня               | ↘41       | Амосовский сельсовет       |
| 144 | 2-я Гостомля                | деревня               | ↘137      | Гостомлянский сельсовет    |
| 145 | 2-я Китаевка                | деревня               | ↘85       | Китаевский сельсовет       |
| 146 | 2-я Переверзевка            | деревня               | ↘14       | Высокский сельсовет        |
| 147 | 2-я Рождественка            | хутор                 | ↘8        | Чермошнянский сельсовет    |

## Транспорт
Через район проходит автомобильная дорога   Москва-Харьков ("Крым") М2 Е105.

## Культура
- Район побратим Медвенского района — Дергачёвский район Харьковской области Украины[27].

## Достопримечательности
- в селе Любицкое — церковь Покрова Божией Матери (1848 г.), в селе Белый Колодезь — церковь святителя Николая Чудотворца (1850 г.), в селе Панино церковь святителя Митрофана Воронежского (1855), в посёлке Медвенка есть районный краеведческий музей им. Д. Я. Самоквасова и Дом-музей Е. М. Чепцова[3]. В селе Нижний Реутец открыт музей  К.Воробьёва, а также восстановлен дом, где родился и рос известный русский писатель Константин Дмитриевич Воробьёв.